# Lista de séries matemáticas
Esta lista de séries matemáticas contém fórmulas para somas finitas e infinitas. Ela pode ser usada em conjunto com outras ferramentas para avaliar somas.
- Aqui, considera-se que {\displaystyle 0^{0}} vale {\displaystyle 1}
- {\displaystyle B_{n}(x)} é um polinômio de Bernoulli.
- {\displaystyle B_{n}} é um número de Bernoulli, e aqui, {\displaystyle B_{1}=-{\frac {1}{2}}.}
- {\displaystyle E_{n}} é um número de Euler.
- {\displaystyle \zeta (s)} é a função zeta de Riemann.
- {\displaystyle \Gamma (z)} é a função gama.
- {\displaystyle \psi _{n}(z)} é uma função poligama.
- {\displaystyle \operatorname {Li} _{s}(z)} é um polilogaritmo .
- {\displaystyle n \choose k} é o coeficiente binomial
- {\displaystyle \exp(x)} denota a exponencial de {\displaystyle x}

## Soma de potências
Ver a fórmula de Faulhaber.
- {\displaystyle \sum _{k=0}^{m}k^{n-1}={\frac {B_{n}(m+1)-B_{n}}{n}}}

Os primeiros valores são:
- {\displaystyle \sum _{k=1}^{m}k={\frac {m(m+1)}{2}}}
- {\displaystyle \sum _{k=1}^{m}k^{2}={\frac {m(m+1)(2m+1)}{6}}={\frac {m^{3}}{3}}+{\frac {m^{2}}{2}}+{\frac {m}{6}}}
- {\displaystyle \sum _{k=1}^{m}k^{3}=\left[{\frac {m(m+1)}{2}}\right]^{2}={\frac {m^{4}}{4}}+{\frac {m^{3}}{2}}+{\frac {m^{2}}{4}}}

Ver constantes zeta.
- {\displaystyle \zeta (2n)=\sum _{k=1}^{\infty }{\frac {1}{k^{2n}}}=(-1)^{n+1}{\frac {B_{2n}(2\pi )^{2n}}{2(2n)!}}}

Os primeiros valores são:
- {\displaystyle \zeta (2)=\sum _{k=1}^{\infty }{\frac {1}{k^{2}}}={\frac {\pi ^{2}}{6}}} (o problema de Basileia)
- {\displaystyle \zeta (4)=\sum _{k=1}^{\infty }{\frac {1}{k^{4}}}={\frac {\pi ^{4}}{90}}}
- {\displaystyle \zeta (6)=\sum _{k=1}^{\infty }{\frac {1}{k^{6}}}={\frac {\pi ^{6}}{945}}}

## Séries de potências

### Polilogaritmos de ordem baixa
Somas com uma quantidade finita de termos:
- {\displaystyle \sum _{k=0}^{n}z^{k}={\frac {1-z^{n+1}}{1-z}}}, (série geométrica)
- {\displaystyle \sum _{k=1}^{n}kz^{k}=z{\frac {1-(n+1)z^{n}+nz^{n+1}}{(1-z)^{2}}}}
- {\displaystyle \sum _{k=1}^{n}k^{2}z^{k}=z{\frac {1+z-(n+1)^{2}z^{n}+(2n^{2}+2n-1)z^{n+1}-n^{2}z^{n+2}}{(1-z)^{3}}}}
- {\displaystyle \sum _{k=1}^{n}k^{m}z^{k}=\left(z{\frac {d}{dz}}\right)^{m}{\frac {1-z^{n+1}}{1-z}}}

Somas com uma infinidade de termos, válidas para {\displaystyle |z|<1} (ver polilogaritmo):
- {\displaystyle \operatorname {Li} _{n}(z)=\sum _{k=1}^{\infty }{\frac {z^{k}}{k^{n}}}}

A propriedade a seguir é útil para calcular polilogaritmos de ordem inteira baixa recursivamente de forma fechada:
- {\displaystyle {\frac {\mathrm {d} }{\mathrm {d} z}}\operatorname {Li} _{n}(z)={\frac {\operatorname {Li} _{n-1}(z)}{z}}}
- {\displaystyle \operatorname {Li} _{1}(z)=\sum _{k=1}^{\infty }{\frac {z^{k}}{k}}=-\ln(1-z)}
- {\displaystyle \operatorname {Li} _{0}(z)=\sum _{k=1}^{\infty }z^{k}={\frac {z}{1-z}}}
- {\displaystyle \operatorname {Li} _{-1}(z)=\sum _{k=1}^{\infty }kz^{k}={\frac {z}{(1-z)^{2}}}}
- {\displaystyle \operatorname {Li} _{-2}(z)=\sum _{k=1}^{\infty }k^{2}z^{k}={\frac {z(1+z)}{(1-z)^{3}}}}
- {\displaystyle \operatorname {Li} _{-3}(z)=\sum _{k=1}^{\infty }k^{3}z^{k}={\frac {z(1+4z+z^{2})}{(1-z)^{4}}}}
- {\displaystyle \operatorname {Li} _{-4}(z)=\sum _{k=1}^{\infty }k^{4}z^{k}={\frac {z(1+z)(1+10z+z^{2})}{(1-z)^{5}}}}

### Função exponencial
- {\displaystyle \sum _{k=0}^{\infty }{\frac {z^{k}}{k!}}=e^{z}}
- {\displaystyle \sum _{k=0}^{\infty }k{\frac {z^{k}}{k!}}=ze^{z}} (ver média da distribuição de Poisson)
- {\displaystyle \sum _{k=0}^{\infty }k^{2}{\frac {z^{k}}{k!}}=(z+z^{2})e^{z}} (ver segundo momento da distribuição de Poisson)
- {\displaystyle \sum _{k=0}^{\infty }k^{3}{\frac {z^{k}}{k!}}=(z+3z^{2}+z^{3})e^{z}}
- {\displaystyle \sum _{k=0}^{\infty }k^{4}{\frac {z^{k}}{k!}}=(z+7z^{2}+6z^{3}+z^{4})e^{z}}
- {\displaystyle \sum _{k=0}^{\infty }k^{n}{\frac {z^{k}}{k!}}=z{\frac {d}{dz}}\sum _{k=0}^{\infty }k^{n-1}{\frac {z^{k}}{k!}}\,\!=e^{z}T_{n}(z)}

em que {\displaystyle T_{n}(z)} são os polinômios de Touchard.

### Funções trigonométricas, trigonométricas inversas, hiperbólicas e hiperbólicas inversas
- {\displaystyle \sum _{k=0}^{\infty }{\frac {(-1)^{k}z^{2k+1}}{(2k+1)!}}=\mathrm {sen} \,z}
- {\displaystyle \sum _{k=0}^{\infty }{\frac {z^{2k+1}}{(2k+1)!}}=\mathrm {senh} \,z}
- {\displaystyle \sum _{k=0}^{\infty }{\frac {(-1)^{k}z^{2k}}{(2k)!}}=\cos z}
- {\displaystyle \sum _{k=0}^{\infty }{\frac {z^{2k}}{(2k)!}}=\cosh z}
- {\displaystyle \sum _{k=1}^{\infty }{\frac {(-1)^{k-1}(2^{2k}-1)2^{2k}B_{2k}z^{2k-1}}{(2k)!}}=\tan z,|z|<{\frac {\pi }{2}}}
- {\displaystyle \sum _{k=1}^{\infty }{\frac {(2^{2k}-1)2^{2k}B_{2k}z^{2k-1}}{(2k)!}}=\tanh z,|z|<{\frac {\pi }{2}}}
- {\displaystyle \sum _{k=0}^{\infty }{\frac {(-1)^{k}2^{2k}B_{2k}z^{2k-1}}{(2k)!}}=\cot z,|z|<\pi }
- {\displaystyle \sum _{k=0}^{\infty }{\frac {2^{2k}B_{2k}z^{2k-1}}{(2k)!}}=\coth z,|z|<\pi }
- {\displaystyle \sum _{k=0}^{\infty }{\frac {(-1)^{k-1}(2^{2k}-2)B_{2k}z^{2k-1}}{(2k)!}}=\csc z,|z|<\pi }
- {\displaystyle \sum _{k=0}^{\infty }{\frac {-(2^{2k}-2)B_{2k}z^{2k-1}}{(2k)!}}=\operatorname {csch} z,|z|<\pi }
- {\displaystyle \sum _{k=0}^{\infty }{\frac {(-1)^{k}E_{2k}z^{2k}}{(2k)!}}=\operatorname {sech} z,|z|<{\frac {\pi }{2}}}
- {\displaystyle \sum _{k=0}^{\infty }{\frac {E_{2k}z^{2k}}{(2k)!}}=\sec z,|z|<{\frac {\pi }{2}}}
- {\displaystyle \sum _{k=1}^{\infty }{\frac {(-1)^{k-1}z^{2k}}{(2k)!}}=\operatorname {ver} z} (seno verso)
- {\displaystyle \sum _{k=1}^{\infty }{\frac {(-1)^{k-1}z^{2k}}{2(2k)!}}=\operatorname {hav} z} [1] (haversine)
- {\displaystyle \sum _{k=0}^{\infty }{\frac {(2k)!z^{2k+1}}{2^{2k}(k!)^{2}(2k+1)}}=\mathrm {arcsen} \,z,|z|\leq 1}
- {\displaystyle \sum _{k=0}^{\infty }{\frac {(-1)^{k}(2k)!z^{2k+1}}{2^{2k}(k!)^{2}(2k+1)}}=\operatorname {arcsenh} {z},|z|\leq 1}
- {\displaystyle \sum _{k=0}^{\infty }{\frac {(-1)^{k}z^{2k+1}}{2k+1}}=\arctan z,|z|<1}
- {\displaystyle \sum _{k=0}^{\infty }{\frac {z^{2k+1}}{2k+1}}=\operatorname {arctanh} z,|z|<1}
- {\displaystyle \ln 2+\sum _{k=1}^{\infty }{\frac {(-1)^{k-1}(2k)!z^{2k}}{2^{2k+1}k(k!)^{2}}}=\ln \left(1+{\sqrt {1+z^{2}}}\right),|z|\leq 1}

### Denominadores fatoriais modificados
- {\displaystyle \sum _{k=0}^{\infty }{\frac {(4k)!}{2^{4k}{\sqrt {2}}(2k)!(2k+1)!}}z^{k}={\sqrt {\frac {1-{\sqrt {1-z}}}{z}}},|z|<1} [2]
- {\displaystyle \sum _{k=0}^{\infty }{\frac {2^{2k}(k!)^{2}}{(k+1)(2k+1)!}}z^{2k+2}=\left(\mathrm {arcsen} \,{z}\right)^{2},|z|\leq 1}
- {\displaystyle \sum _{n=0}^{\infty }{\frac {\prod _{k=0}^{n-1}(4k^{2}+\alpha ^{2})}{(2n)!}}z^{2n}+\sum _{n=0}^{\infty }{\frac {\alpha \prod _{k=0}^{n-1}[(2k+1)^{2}+\alpha ^{2}]}{(2n+1)!}}z^{2n+1}=e^{\alpha \mathrm {arcsen} \,{z}},|z|\leq 1}

### Coeficientes binomiais
- {\displaystyle (1+z)^{\alpha }=\sum _{k=0}^{\infty }{\alpha  \choose k}z^{k},|z|<1} (ver teorema binomial)
- [3] {\displaystyle \sum _{k=0}^{\infty }{{\alpha +k-1} \choose k}z^{k}={\frac {1}{(1-z)^{\alpha }}},|z|<1}
- {\displaystyle \sum _{k=0}^{\infty }{\frac {1}{k+1}}{2k \choose k}z^{k}={\frac {1-{\sqrt {1-4z}}}{2z}},|z|\leq {\frac {1}{4}}}, função geradora dos dos números de Catalan
- {\displaystyle \sum _{k=0}^{\infty }{2k \choose k}z^{k}={\frac {1}{\sqrt {1-4z}}},|z|<{\frac {1}{4}}}, função geradora dos coeficientes binomiais centrais
- {\displaystyle \sum _{k=0}^{\infty }{2k+\alpha  \choose k}z^{k}={\frac {1}{\sqrt {1-4z}}}\left({\frac {1-{\sqrt {1-4z}}}{2z}}\right)^{\alpha },|z|<{\frac {1}{4}}}

### Números harmônicos
(Ver números harmônicos, que são definidos por {\textstyle H_{n}=\sum _{j=1}^{n}{\frac {1}{j}}} )
- {\displaystyle \sum _{k=1}^{\infty }H_{k}z^{k}={\frac {-\ln(1-z)}{1-z}},|z|<1}
- {\displaystyle \sum _{k=1}^{\infty }{\frac {H_{k}}{k+1}}z^{k+1}={\frac {1}{2}}\left[\ln(1-z)\right]^{2},\qquad |z|<1}
- {\displaystyle \sum _{k=1}^{\infty }{\frac {(-1)^{k-1}H_{2k}}{2k+1}}z^{2k+1}={\frac {1}{2}}\arctan {z}\log {(1+z^{2})},\qquad |z|<1} [2]
- {\displaystyle \sum _{n=0}^{\infty }\sum _{k=0}^{2n}{\frac {(-1)^{k}}{2k+1}}{\frac {z^{4n+2}}{4n+2}}={\frac {1}{4}}\arctan {z}\log {\frac {1+z}{1-z}},\qquad |z|<1}

## Coeficientes binomiais
- {\displaystyle \sum _{k=0}^{n}{n \choose k}=2^{n}}
- {\displaystyle \sum _{k=0}^{n}(-1)^{k}{n \choose k}=0,{\text{ where }}n>0}
- {\displaystyle \sum _{k=0}^{n}{k \choose m}={n+1 \choose m+1}}
- {\displaystyle \sum _{k=0}^{n}{m+k-1 \choose k}={n+m \choose n}} (consulte multiconjunto)
- {\displaystyle \sum _{k=0}^{n}{\alpha  \choose k}{\beta  \choose n-k}={\alpha +\beta  \choose n}} (ver a identidade de Vandermonde)

## Funções trigonométricas
Soma de senos e cossenos surgem nas séries de Fourier.
- {\displaystyle \sum _{k=1}^{\infty }{\frac {\mathrm {sen} \,(k\theta )}{k}}={\frac {\pi -\theta }{2}},0<\theta <2\pi }
- {\displaystyle \sum _{k=1}^{\infty }{\frac {\cos(k\theta )}{k}}=-{\frac {1}{2}}\ln(2-2\cos \theta ),\theta \in \mathbb {R} }
- {\displaystyle \sum _{k=0}^{\infty }{\frac {\mathrm {sen} \,[(2k+1)\theta ]}{2k+1}}={\frac {\pi }{4}},0<\theta <\pi },[4]
- {\displaystyle B_{n}(x)=-{\frac {n!}{2^{n-1}\pi ^{n}}}\sum _{k=1}^{\infty }{\frac {1}{k^{n}}}\cos \left(2\pi kx-{\frac {\pi n}{2}}\right),0<x<1} [5]
- {\displaystyle \sum _{k=0}^{n}\mathrm {sen} \,(\theta +k\alpha )={\frac {\mathrm {sen} \,{\frac {(n+1)\alpha }{2}}\mathrm {sen} \,(\theta +{\frac {n\alpha }{2}})}{\mathrm {sen} \,{\frac {\alpha }{2}}}}}
- {\displaystyle \sum _{k=0}^{n}\cos(\theta +k\alpha )={\frac {\mathrm {sen} \,{\frac {(n+1)\alpha }{2}}\cos(\theta +{\frac {n\alpha }{2}})}{\mathrm {sen} \,{\frac {\alpha }{2}}}}}
- {\displaystyle \sum _{k=1}^{n-1}\mathrm {sen} \,{\frac {\pi k}{n}}=\cot {\frac {\pi }{2n}}}
- {\displaystyle \sum _{k=1}^{n-1}\mathrm {sen} \,{\frac {2\pi k}{n}}=0}
- {\displaystyle \sum _{k=0}^{n-1}\csc ^{2}\left(\theta +{\frac {\pi k}{n}}\right)=n^{2}\csc ^{2}(n\theta )} [6]
- {\displaystyle \sum _{k=1}^{n-1}\csc ^{2}{\frac {\pi k}{n}}={\frac {n^{2}-1}{3}}}
- {\displaystyle \sum _{k=1}^{n-1}\csc ^{4}{\frac {\pi k}{n}}={\frac {n^{4}+10n^{2}-11}{45}}}

## Funções racionais
- {\displaystyle \sum _{n=a+1}^{\infty }{\frac {a}{n^{2}-a^{2}}}={\frac {1}{2}}H_{2a}} [7]
- {\displaystyle \sum _{n=0}^{\infty }{\frac {1}{n^{2}+a^{2}}}={\frac {1+a\pi \coth(a\pi )}{2a^{2}}}}
- {\displaystyle \displaystyle \sum _{n=0}^{\infty }{\frac {1}{n^{4}+4a^{4}}}={\dfrac {1+a\pi \coth(a\pi )}{8a^{4}}}}
- Uma série infinita de qualquer função racional de {\displaystyle n} pode ser reduzida a uma série finita de funções poligama, pelo uso da decomposição em frações parciais.[8] Esse fato também pode ser aplicado a séries finitas de funções racionais, permitindo que o resultado seja calculado em tempo constante, mesmo quando a série contém um grande número de termos.

## Função exponencial
- {\displaystyle \displaystyle {\dfrac {1}{\sqrt {p}}}\sum _{n=0}^{p-1}\exp \left({\frac {2\pi in^{2}q}{p}}\right)={\dfrac {e^{\pi i/4}}{\sqrt {2q}}}\sum _{n=0}^{2q-1}\exp \left(-{\frac {\pi in^{2}p}{2q}}\right)} (veja a relação de Landsberg-Schaar)
- {\displaystyle \displaystyle \sum _{n=-\infty }^{\infty }e^{-\pi n^{2}}={\frac {\sqrt[{4}]{\pi }}{\Gamma \left({\frac {3}{4}}\right)}}}